# 比尔·米克维
威廉·R·米克维（英語：William P. Mlkvy，1931年1月19日—2024年12月12日），美国NBA联盟前职业篮球运动员。